# Pałac w Burkatowie
Pałac w Burkatowie – pałac w Burkatowie pierwotnie jako zamek wodny we wsi w Polsce, w województwie dolnośląskim, w powiecie świdnickim, w gminie Świdnica nad Bystrzycą. 
Pałac wybudowany przed 1762 r. 
We wsi zabytkowa  aleja lipowa dwurzędowa, wzdłuż drogi do mostu na młynówce z połowy XIX w..